# Bernhard Sticker
Bernhard Rudolf Sticker (Berlim, 2 de agosto de 1906 – Hamburgo, 30 de agosto de 1977) foi um astrônomo e historiador da ciência alemão.
Sticker foi assistente de Arnold Kohlschütter no Observatório da Universidade de Bonn. Obteve um doutorado em Bonn em 1938, a habilitação em 1939 e foi professor em Bonn. Em 1955 habilitou-se em história das ciências naturais e foi em 1960 professor e diretor do – por sua iniciativa e de Hans Schimank – novo Institut für Geschichte der Naturwissenschaften na Universidade de Hamburgo.
Foi com Heribert Maria Nobisbis no âmbito da Nicolaus Copernicus Gesamtausgabe editor de uma edição crítica (em latim) do De revolutionibus orbium coelestium. Para a Encyklopädie der mathematischen Wissenschaften publicou com Josef Hopmann o artigo Astronomische Kolorimetrie.

## Publicações selecionadas
- Erfahrung und Erkenntnis : Vorträge u. Aufsätze zur Geschichte der naturwissenschaftliche Denkweisen 1943 - 1973, Mit einer Einführung von Christoph J. Scriba, Hildesheim : Gerstenberg 1976, ISBN 3-8067-0570-4.
- Verzeichnis der deutschen wissenschaftlichen Zeitschriften 1960, im Auftrag der Deutschen Forschungsgemeinschaft herausgegeben, 5., neubearb. Auflage, Wiesbaden : Steiner 1961.
- Die Notlage der deutschen wissenschaftlichen Zeitschriften, im Auftrag der Deutschen Forschungsgemeinschaft u. unter Mitwirkung von Peter Scheibert dargestellt von Bernhard Sticker, Bad Godesberg : Deutschen Forschungsgemeinschaft 1952